# 롱 블랙

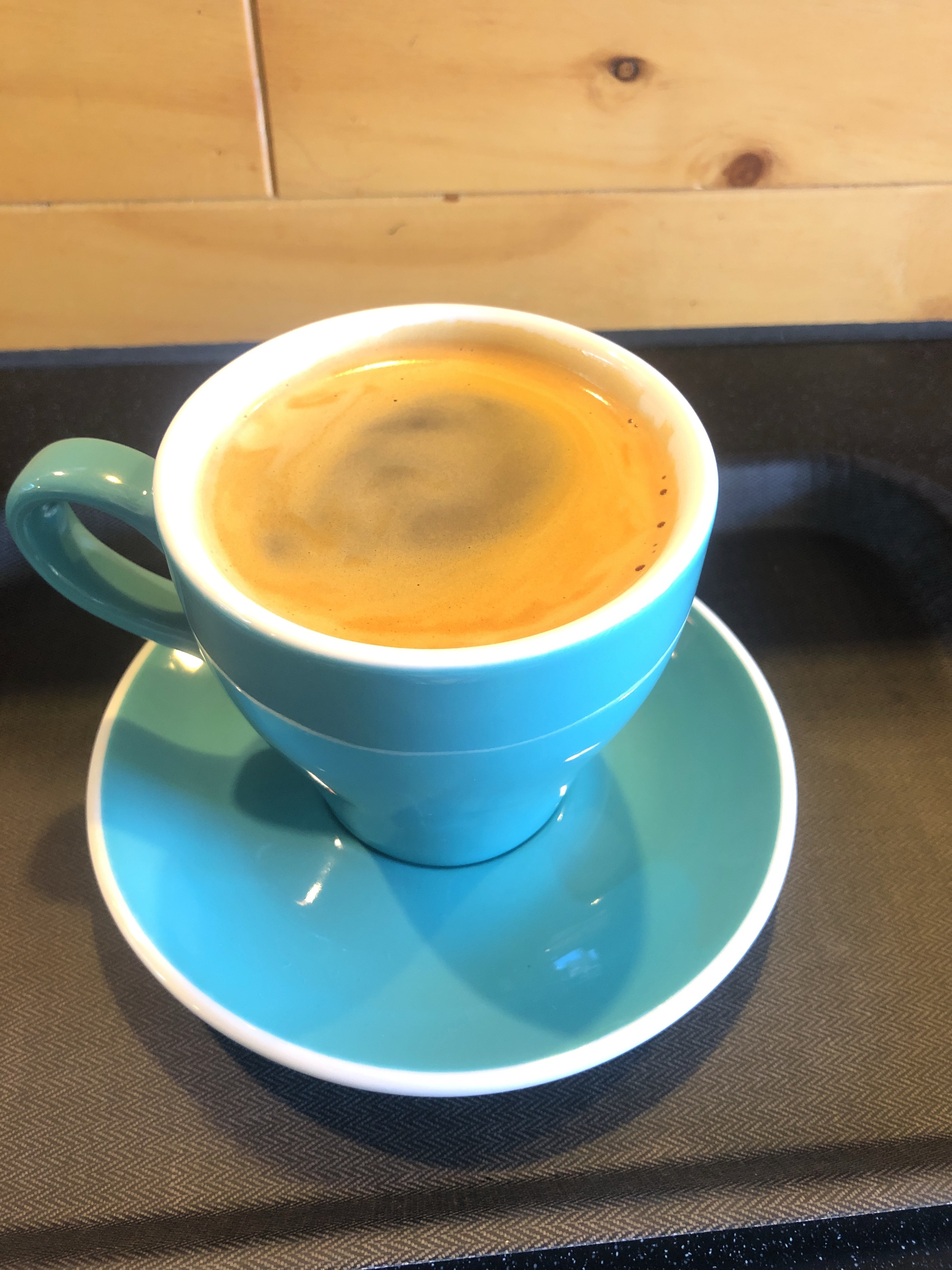
롱 블랙

롱 블랙(영어: long black)은 커피의 한 종류로, 오스트레일리아와 뉴질랜드에서 주로 마시는 것으로 알려져 있다. 뜨거운 물(보통 에스프레소 머신에서 데워진) 위에 에스프레소 샷 두 잔을 더해 만든다. 롱 블랙은 아메리카노와 비슷하지만, 아메리카노는 에스프레소 샷에 뜨거운 물을 더하는 것과 달리, 크레마가 남고, 양이 더 적다. 그러므로 더욱 강한 풍미를 느낄 수 있다.
롱 블랙을 만드는 순서는 매우 중요하다. 순서가 바뀔 경우, 에스프레소 추출시 함께 나오는 거품인 크레마가 없어지게 된다.
호주에서 숏 블랙(short black)은 기본적인 에스프레소와 동의어이다.

## 같이 보기
- 에스프레소
- 카페 아메리카노
- 카페 라테
- 플랫 화이트